# Mohamed Amissi
Mohamed Amissi (ur. 3 sierpnia 2000 w Brukseli) – burundyjski piłkarz grający na pozycji lewoskrzydłowego. Od 2023 jest zawodnikiem klubu União Leiria.

## Kariera klubowa
Swoją karierę piłkarską Amissi rozpoczął w holenderskim klubie NAC Breda. W 2018 roku stał się członkiem pierwszego zespołu, jednak nie zadebiutował w nim w Eredivisie. W 2019 roku odszedł do Heraclesa Almelo. Swój debiut w nim zaliczył 20 września 2020 w przegranym 0:4 wyjazdowym meczu z Willemem II Tilburg. Zawodnikiem Heraclesa był do końca 2021 roku.
Na początku 2022 roku Amissi przeszedł do drugoligowej Rody JC Kerkrade. Zadebiutował w niej 4 lutego 2022 w zremisowanym 2:2 wyjazdowym meczu z NAC Breda. W Rodzie występował do końca 2022 roku.
W styczniu 2023 Amissi został piłkarzem portugalskiego trzecioligowego klubu União Leiria.
| Sezon   | Klub             | Kraj     | Rozgrywki      | Mecze | Bramki |
| ------- | ---------------- | -------- | -------------- | ----- | ------ |
| 2018/19 | NAC Breda        | Holandia | Eredivisie     | 0     | 0      |
| 2019/20 | Heracles Almelo  | Holandia | Eredivisie     | 0     | 0      |
| 2020/21 | Heracles Almelo  | Holandia | Eredivisie     | 2     | 0      |
| 2021/22 | Heracles Almelo  | Holandia | Eredivisie     | 18    | 0      |
| 2021/22 | Roda JC Kerkrade | Holandia | Eerste divisie | 12    | 0      |
| 2022/23 | Roda JC Kerkrade | Holandia | Eerste divisie | 0     | 0      |

## Kariera reprezentacyjna
W reprezentacji Burundi Amissi zadebiutował 11 czerwca 2019 roku w zremisowanym 1:1 towarzyskim meczu z Algierią, rozegranym w Dosze. W 2019 roku został powołany do kadry do na Puchar Narodów Afryki 2019. Wystąpił w nim w trzech meczach grupowych: z Nigerią (0:1), z Madagaskarem (0:1) i z Gwineą (0:2).